# Кубок Неома 2023
Третий розыгрыш Кубка Неома по пляжному футболу проходил с 25 по 28 октября 2023 года в Саудовской Аравии в городе Неом. В мужском турнире участвовало восемь сборных, а в женском — три.
Победителем мужского турнира во второй раз стала Бразилия, обыгравший в финале Японию со счётом 5:2. В женском турнире сильнейшей оказалась сборная Испании, оказавшаяся сильней Бразилии (5:3).
По итогам 2023 года Всемирная организация пляжного футбола признала розыгрыш Кубка Неома главным событием года.

## Мужской турнир

### Команды
| Команда           | Конфедерация | Тренер           | Участий |
| ----------------- | ------------ | ---------------- | ------- |
| Англия            | УЕФА         | Фелипе Лира      | 3-е     |
| Бразилия          | КОНМЕБОЛ     | Марко Октавио    | 2-е     |
| Германия          | УЕФА         | Оливер Ромриг    | дебют   |
| Испания           | УЕФА         | Мендес Лакарсель | дебют   |
| ОАЭ               | АФК          | Виктор Васкес    | 3-е     |
| Саудовская Аравия | АФК          | Гуга Злоковик    | 3-е     |
| Турция            | УЕФА         | Озан Йылмаз      | дебют   |
| Япония            | АФК          | Теруки Табата    | 2-е     |

### Групповой этап

#### Группа «А»
| № | Команда           | И | В | П | МЗ | МП | О | Примечание        |
| - | ----------------- | - | - | - | -- | -- | - | ----------------- |
| 1 | Япония            | 3 | 3 | 0 | 16 | 3  | 9 | Финал             |
| 2 | Германия          | 3 | 2 | 1 | 12 | 11 | 6 | Матч за 3-е место |
| 3 | Англия            | 3 | 1 | 2 | 8  | 15 | 3 | Матч за 5-е место |
| 4 | Саудовская Аравия | 3 | 0 | 3 | 7  | 14 | 0 | Матч за 7-е место |

| Германия | 2:4      | Япония |
| -------- | -------- | ------ |
|          | Протокол |        |

| Англия | 4:3      | Саудовская Аравия |
| ------ | -------- | ----------------- |
|        | Протокол |                   |

| Япония | 7:0      | Англия |
| ------ | -------- | ------ |
|        | Протокол |        |

| Саудовская Аравия | 3:5      | Германия |
| ----------------- | -------- | -------- |
|                   | Протокол |          |

| Германия | 5:4      | Англия |
| -------- | -------- | ------ |
|          | Протокол |        |

| Саудовская Аравия | 1:5      | Япония |
| ----------------- | -------- | ------ |
|                   | Протокол |        |

#### Группа «Б»
| № | Команда  | И | В | П | МЗ | МП | О | Примечание        |
| - | -------- | - | - | - | -- | -- | - | ----------------- |
| 1 | Бразилия | 3 | 3 | 0 | 27 | 7  | 9 | Финал             |
| 2 | ОАЭ      | 3 | 2 | 1 | 12 | 14 | 6 | Матч за 3-е место |
| 3 | Испания  | 3 | 1 | 2 | 13 | 15 | 3 | Матч за 5-е место |
| 4 | Турция   | 3 | 0 | 3 | 6  | 22 | 0 | Матч за 7-е место |

| ОАЭ | 5:4      | Испания |
| --- | -------- | ------- |
|     | Протокол |         |

| Турция | 2:11     | Бразилия |
| ------ | -------- | -------- |
|        | Протокол |          |

| Испания | 7:2      | Турция |
| ------- | -------- | ------ |
|         | Протокол |        |

| Бразилия | 8:3      | ОАЭ |
| -------- | -------- | --- |
|          | Протокол |     |

| ОАЭ | 4:2      | Турция |
| --- | -------- | ------ |
|     | Протокол |        |

| Бразилия | 8:2      | Испания |
| -------- | -------- | ------- |
|          | Протокол |         |

### Матчи за призовые места

#### Матч за 7-е место
| Саудовская Аравия | 5:3      | Турция |
| ----------------- | -------- | ------ |
|                   | Протокол |        |

#### Матч за 5-е место
| Испания | 2:3      | Англия |
| ------- | -------- | ------ |
|         | Протокол |        |

#### Матч за 3-е место
| Германия | 2:3      | ОАЭ |
| -------- | -------- | --- |
|          | Протокол |     |

#### Финал
| Бразилия | 5:2      | Япония |
| -------- | -------- | ------ |
|          | Протокол |        |

### Итоговые позиции
| 1 | Бразилия          |
| 2 | Япония            |
| 3 | ОАЭ               |
| 4 | Германия          |
| 5 | Англия            |
| 6 | Испания           |
| 7 | Саудовская Аравия |
| 8 | Турция            |

### Лучшие бомбардиры
Всего за время турнира было забито 126 голов. Лучшими бомбардирами с 7 забитыми голами стали бразильцы Эдсон Халк из Маурисиньо.
| № | Футболист     | Команда           | Голов |
| - | ------------- | ----------------- | ----- |
| 1 | Эдсон Халк    | Бразилия          | 7     |
| 1 | Маурисиньо    | Бразилия          | 7     |
| 2 | Абдулла Аббас | ОАЭ               | 6     |
| 3 | Аарон Кларк   | Англия            | 5     |
| 4 | Брендо        | Бразилия          | 4     |
| 4 | Мажед Шамхани | Саудовская Аравия | 4     |
| 4 | Хосе Оливер   | Испания           | 4     |
| 4 | Давид Наварро | Испания           | 4     |

### Индивидуальные награды
Организаторы турнира также отметили наградами призёров в индивидуальных номинациях:
| Номинация        | Футболист   | Команда  |
| ---------------- | ----------- | -------- |
| Лучший вратарь   | Юсуке Каваи | Япония   |
| Лучший бомбардир | Маурисиньо  | Бразилия |
| Лучший бомбардир | Эдсон Халк  | Бразилия |
| Лучший игрок     | Маурисиньо  | Бразилия |

### Составы призёров
| Бразилия              | Япония                | ОАЭ                   |
| --------------------- | --------------------- | --------------------- |
| Бобо                  | Шинья Шибамото        | Абдулла Дахкани       |
| Телеко                | Такахито Ямада        | Абдулла Аббас         |
| Брендо                | Юки Кибунэ            | Хайтам                |
| Диого Катарино        | Рюноскэ Мияма         | Аббас Али Насри       |
| Нето                  | Такуми Уесато         | Камаль Али Сулейман   |
| Датинья               | Озу Морейра           | Рашид Эйд Хасан       |
| Филипе Силва          | Сюсэи Ямаути          | Хумаид Джамал         |
| Маурисиньо            | Наоя Мацуо            | Али Мухаммед          |
| Сикинья               | Такааки Оба           | Валид Бишр            |
| Зе Лукас              | Такуйя Акагума        | Ахмед Бишр            |
| Эдсон Халк            | Кейсуке Мацуда        | Бахри                 |
| Родриго               | Юсуке Каваи           | Валид Мохаммед        |
| Тренер: Марко Октавио | Тренер: Теруки Табата | Тренер: Виктор Васкес |

## Женский турнир

### Команды
| Команда  | Конфедерация | Тренер              | Участий |
| -------- | ------------ | ------------------- | ------- |
| Бразилия | КОНМЕБОЛ     | Радим Нечас         | 2-е     |
| Испания  | УЕФА         | Лорена Асенсио Руис | дебют   |
| Чехия    | УЕФА         | Сантос Да Силва     | дебют   |

### Групповой этап
| № | Команда  | И | В | П | МЗ | МП | О | Примечание |
| - | -------- | - | - | - | -- | -- | - | ---------- |
| 1 | Бразилия | 2 | 2 | 0 | 6  | 2  | 6 | Финал (ж)  |
| 2 | Испания  | 2 | 1 | 1 | 5  | 5  | 3 | Финал (ж)  |
| 3 | Чехия    | 2 | 0 | 2 | 4  | 8  | 0 |            |

| Чехия | 1 : 4    | Бразилия |
| ----- | -------- | -------- |
|       | Протокол |          |

| Испания | 4 : 3    | Чехия |
| ------- | -------- | ----- |
|         | Протокол |       |

| Бразилия | 2 : 1    | Испания |
| -------- | -------- | ------- |
|          | Протокол |         |

### Финал (ж)
| Бразилия | 3 : 5    | Испания |
| -------- | -------- | ------- |
|          | Протокол |         |

### Лучшие бомбардиры
Всего за время турнира было забито 23 гола. Лучшими бомбардирами с 3 забитыми голами стали бразильянки Даниэлла Барбоза и Линдинальва, а также испанки Сара Туи и Андреа Мирон.
| № | Футболист        | Команда  | Голов |
| - | ---------------- | -------- | ----- |
| 1 | Даниэлла Барбоза | Бразилия | 3     |
| 1 | Линдинальва      | Бразилия | 3     |
| 1 | Сара Туи         | Испания  | 3     |
| 1 | Андреа Мирон     | Испания  | 3     |
| 2 | Тайане           | Бразилия | 2     |

### Индивидуальные награды
Организаторы турнира также отметили наградами призёров в индивидуальных номинациях:
| Номинация        | Футболист    | Команда  |
| ---------------- | ------------ | -------- |
| Лучший вратарь   | Лаура        | Испания  |
| Лучший бомбардир | Андреа Мирон | Испания  |
| Лучший бомбардир | Сара Туи     | Испания  |
| Лучший бомбардир | Линди        | Бразилия |
| Лучший бомбардир | Дани Барбоза | Бразилия |
| Лучший игрок     | Андреа Мирон | Испания  |

### Составы призёров
| Испания                     | Бразилия               | Чехия                   |
| --------------------------- | ---------------------- | ----------------------- |
| Андреа Ллорет               | Джессика               | Элишка Кремрова         |
| Лидия Раджа                 | Тайане                 | Зузана Досталова        |
| Кристина Гонсалес Чавес     | Ана Беатрис            | Хана Лимбергова         |
| Андреа Алкаид               | Линдинальва            | Микаела Новотна         |
| Наталья Куадрадо Педреньо   | Наяра Коуто            | Анета Юнгова            |
| Сара Туи                    | Ясна Нагель            | Мартина Фольпрехтова    |
| Андреа Мирон                | Натали Виппель Барбоза | Люси Грушкова           |
| Каролина Гонсалес Портела   | Даниэлла Барбоза       | Каролина Длуга          |
| Лаура Гальего Сильвенте     | Адриэль Роша Да Сильва | Вероника Пычова         |
| Адриана Манау Хименес       | Барбара Колодетти      | Маркета Матежкова       |
| Тренер: Лорена Асенсио Руис | Тренер: Радим Нечас    | Тренер: Сантос Да Силва |